# Tottori Bank Bird Stadium
O Tottori Bank Bird Stadium é um estádio localizado em Tottori, no Japão, possui capacidade total para 16.033 pessoas, é a casa do time de futebol Gainare Tottori, foi inaugurado em 1995.